# Broteochactas laui
Broteochactas laui är en skorpionart som beskrevs av Kjellesvig-Waering 1966. Broteochactas laui ingår i släktet Broteochactas och familjen Chactidae. Inga underarter finns listade.